# Кокай-Мару
Кокай-Мару (англ. Kokai Maru) — транспортне судно, яке під час Другої світової війни взяло участь у операціях японських збройних сил в архіпелазі Бісмарка та на Новій Гвінеї.

## Передвоєнна історія
Кокай-Мару спорудили в 1939 році на верфі Hakodate Dock в Хакодате для компанії Shimatani Kisen.
3 жовтня 1941 судно реквізували для потреб Імперського флоту Японії.

## Вторгнення у архіпелаг Бісмарка
16 грудня 1941 Кокай-Мару, маючи на борту 7-й будівельний загін, вийшло з Токіо та 5 січня 1942 прибуло на атол Трук у східній частині Каролінських островів (тут ще до війни створили потужну базу ВМФ, котра до лютого 1944-го відіграватиме ключову роль при проведенні операцій у південно-східному районі бойових дій).
Ввечері 22 січня японський загін, що за вісім діб до того вирушив з острова Гуам (Маріанські острови), прибув у район Рабаулу на острові Нова Британія і після опівночі почав десантування (першим висадку здійснив мінний загороджувач «Окіносіма»). Сили японців переважали й легко захопили Рабаул, який протягом двох наступних років буде головною передовою базою, з якої безпосередньо здійснюватимуться операції на Соломонових островах та Новій Гвінеї.
У якийсь момент Кокай-Мару також вийшло з Труку, щоб доправити 7-й будівельний загін до архіпелагу Бісмарка.

## Вторгнення на Нову Гвінею
5 березня 1942-го Кокай-Мару з прийнятими на борт військами вирушив для десантної операції на східному узбережжі Нової Гвінеї в Лае (у глибині затоки Х'юон, котра розділяє півострови Папуа та Х'юон). До цієї ж операції залучили переобладнаний легкий крейсер Конго-Мару та переобладнаний мінний загороджувач «Тенйо-Мару», тоді як переобладнаний легкий крейсер Кінрю-Мару і транспорти Йокогама-Мару та Чайна-Мару мали завдання доправити штурмовий загін до Саламауа, дещо південніше по узбережжю затоки Х'юон. 8 березня 1942-го Кокай-Мару прибув до місця призначення та почав розвантажуватися й висадив війська.
Японці розраховували після відновлення аеродрому в Лае розмістити на ньому винищувальну ескадрилью. Втім, їм не вдалось зробити це до 10 березня, коли по десантному загону завдали удару 104 американські літаки, що піднялись у Кораловому морі з авіаносців Лексингтон та Йорктаун і перелетіли над хребтом Оуен-Стенлі, котрий тягнеться уздовж півострова Папуа. Унаслідок атаки Кокай-Мару зазнав пошкоджень, проте загальні втрати були значно більшими — лише потопленими японці втратили Конго-Мару, Теньо-Мару, Йокогама-Мару і переобладнаний тральщик Тама-Мару № 2. Атакуючі втратили один літак, збитий зенітним вогнем.
Протягом березня — квітня Кокай-Мару пройшло певний ремонт на Труці, а 23 квітня прибуло до Майдзуру, де ремонтувалося до 20 жовтня 1942.

## Рейси у жовтні 1942— жовтні 1943
24 жовтня 1942 судно повернули цивільному власнику. Протягом наступних 11 місяців воно здійснило численні рейси, зокрема побувало у портах Ціньхуандао, Дайрен (північний Китай), Кенджихо та Чиннампо (корейські Соннім та Namp'o-hang в усті річки Тедонган), Джинсен (наразі Інчхон), Такао (Гаосюн на Тайвані), Мако (база японських ВМС на Пескадорських островах у південній частині Тайванської протоки), а також в японських портах Муроран, Хакодате, Отару, Фушикі, Ніїгата, Шимоносекі, Нанао, Ічінозе, Моджі, Кобе).
18 вересня 1943 Кокай-Мару знову реквізували для потреб Імперського флоту Японії. Протягом наступного місяця воно побувало у Токуямі, Моджі, Куре, Саєкі.

## Рейси до Рабаулу
25 жовтня 1943 Кокай-Мару у складі конвою O-507 вирушило з Саєкі до Палау (важливий транспортний хаб на заході Каролінських островів), куди прибуло 5 листопада. 10—18 листопада судно разом з іншим конвоєм пройшло з Палау до Рабаулу. 6 грудня 1943-го Кокай-Мару у складі конвою № 2063 попрямувало на Трук, якого досягнуло 10 грудня, після чого витратило період з 22 грудня 1943-го по 3 січня 1944-го, щоб досягнути Японії в конвої № 4222.
13 січня 1944-го Кокай-Мару у складі конвою № 3113 вирушило з Йокосуки через Сайпан (Маріанські острови) на Трук, якого досягнуло 1 лютого. 12—17 лютого разом з конвоєм № 1123 воно знову перейшло до Рабаулу (можливо відзначити, що в цей же час, 17—18 лютого, база на Труці стане ціллю для нищівного рейду авіаносного з'єднання, після чого втратить своє значення).
20 лютого Кокай-Мару полишило Рабаул у складі конвою O-003, котрий прямував на Палау з евакуйованим наземним персоналом 751-ї морської авіагрупи (ситуація навколо Рабаулу практично унеможливлювала його використання як місця базування авіації). У середині дня 21 лютого біля північного узбережжя острова Новий Ганновер конвой атакували 15 літаків B-25 «Мітчелл», які поцілили та потопили Кокай-Мару, загинуло 7 членів екіпажу та 19 пасажирів (у підсумку O-003 буде практично повністю знищений та стане останнім конвоєм, котрий вийшов із Рабаулу).